# Амасия (вилает)
Ама̀сия (на турски: Amasya) е вилает в Северна Турция. Административен център на вилаета е едноименният град Амасия.
Вилает Амасия е с население от 352 452 жители (оценка от 2006 г.) и обща площ от 5520 кв. км. Разделен е на 7 околии.

## Население
Численост на населението според преброяванията през годините:
| Година | Численост |
| 1990   | 359 265   |
| 2000   | 365 231   |
| 2011   | 323 331   |